# ラインの監視
『ラインの監視』（ラインのかんし、原題: 英語: Watch on the Rhine）は、1943年に製作・公開されたアメリカ映画である。（撮影は1942年）

## 概要
1941年にニューヨークで初演された、反ナチス運動を題材としたリリアン・ヘルマンの戯曲の映画化であり、初演の演出を務めたハーマン・シュムリンが監督、ベティ・デイヴィスとポール・ルーカス（初演オリジナルキャスト）が主演した。

## あらすじ
1940年4月初旬、ひと組の家族がメキシコからアメリカへ入国した。ドイツ人エンジニアのクルト・ミュラー(ポール・ルーカス)、その妻のサラ(ベティ・デイヴィス)、3人の子供（長男ジョシュア、長女ベネット、次男ボドー）の5人である。
サラの実家はワシントンD.C.にある名家で、亡くなった父ジョシュア・ファレリーは最高裁判事を務め、未亡人のファニーは息子のデイヴィッドと多くの使用人を抱えて広大な屋敷に暮らしていた。
サラたちが来る少し前から、その屋敷には欧州から戦火を逃れて居候となっていたふたりの人物がいた。ルーマニアの貴族ブランコヴィス伯爵（テック）とその妻マーサ(ジェラルディン・フィッツジェラルド)である。資産をほとんど失ってしまった伯爵は、ドイツ大使館に入り浸って賭博で生計を立て直すことを考えている自堕落な男であり、デイヴィッドと幼馴染同士であるマーサは愛想を尽かして、離婚と、デイヴィッドとの再婚を考えていた。
18年ぶりに家族と再会したサラたちに、クルトは昔話を語り、その過去に反ファシスト的な疑惑を感じた伯爵は、ワシントン見物に出かけた留守に、鍵がかかっていたクルトのかばんをこじあけ、23000ドルという大金と拳銃、それにMFの字が刻まれた勲章を見出す。この頭文字は、レジスタンスの大物であるマックス・フライダイクと関係あるのでは、と判断した伯爵は、ドイツ大使館にいるナチス協力者ブレカーに報告に行く。
ファニーとデイヴィッドに、クルトは自分はレジスタンスのメンバーであると真相を語り、大使館から戻った伯爵は、フライダイクは強制収容所に入れられているので、助けたいと思ったら1万ドルと引き換えにクルトの身元を明かさない、と語る。ファニーは自分たちがその金を出す、と提案し、それに対してクルトは異議をとなえ、伯爵を銃殺する。
その屋敷からひとり立ち去ることにしたクルトは、家族たちに別れを告げ、同志フライダイクを助けるため欧州に戻る。ファニーは、モクレンの季節は終わった、と、つぶやく。
その年の冬、クルトの長男ジョシュアは、父親のたどったであろうシュトットガルトへの道を地図でなぞり、母親に、自分も父と同じ生き方を選びたいと語る。サラはジョシュアを抱きしめて涙を流す。

## 日本公開
1946年（昭和21年）3月23日、終戦間もない日本で公開。連合国軍最高司令官総司令部により戦後の日本民主化工作の一環として上映が進められた。

## キャスト
- サラ・ミュラー：ベティ・デイヴィス
- クルト・ミュラー（サラの夫）：ポール・ルーカス
- マーサ：ジェラルディン・フィッツジェラルド
- ファニー（サラの母）：ルシル・ワトソン

## スタッフ
- 監督：ハーマン・シュムリン
- 製作：ハル・B・ウォリス
- 脚色：ダシール・ハメット
- 音楽：マックス・スタイナー
- 音楽監督：レオ・F・フォーブスタイン
- 撮影：メリット・B・ガースタッド、ハル・モーア
- 編集：ルディ・ファー
- 美術：カール・ジュールス・ウェイル
- 装置：ジュリア・ヘロン
- 衣裳：オリー＝ケリー

## 映画賞受賞・ノミネーション
| 賞                           | 部門                    | 候補者               | 結果       |
| ---------------------------- | ----------------------- | -------------------- | ---------- |
| アカデミー賞                 | 作品賞                  | ワーナー・ブラザース | ノミネート |
| アカデミー賞                 | 主演男優賞              | ポール・ルーカス     | 受賞       |
| アカデミー賞                 | 助演女優賞              | ルシル・ワトソン     | ノミネート |
| アカデミー賞                 | 脚色賞                  | ダシール・ハメット   | ノミネート |
| ニューヨーク映画批評家協会賞 | 主演男優賞              | ポール・ルーカス     | 受賞       |
| ゴールデングローブ賞         | 主演男優賞 (ドラマ部門) | ポール・ルーカス     | 受賞       |